# Pasque veronesi
Le Pasque veronesi furono un episodio d'insurrezione della città di Verona e dei suoi dintorni contro le truppe di occupazione francesi, comandate dal generale Napoleone Bonaparte. Furono così chiamate anche per assonanza con i Vespri siciliani. La rivolta, scoppiata per via dell'oppressione francese in città (durante il loro soggiorno a Verona vi furono confische di beni ai cittadini e complotti per tentare di rovesciare l'amministrazione locale), iniziò la mattina del 17 aprile 1797, Lunedì dell'Angelo: la popolazione esasperata riuscì a mettere fuori combattimento più di mille soldati francesi, soprattutto nelle prime ore della battaglia, mentre i militi francesi cercavano di rifugiarsi nei castelli della città, successivamente presi d'assalto. L'insurrezione terminò il 25 aprile 1797 con l'accerchiamento della città da parte di 15 000 soldati: le conseguenze a cui la città e i cittadini dovettero far fronte furono principalmente il pagamento di ingenti somme e le razzie di opere d'arte e di beni.
La ricostruzione dell'esatto andamento degli eventi ha dato vita a un dibattito e alla nascita di alcune controversie, dovute alle differenze tra ciò che riportano le fonti veronesi e quelle francesi, controversie che si sono protratte fino al XXI secolo, investendo anche il dibattito politico locale.

## Quadro storico
Le Pasque veronesi furono un episodio del più vasto movimento delle insorgenze antifrancesi e antigiacobine, che scoppiarono in tutta la penisola italiana dal 1796 al 1814, assieme alla lotta dell'Armata della Santa Fede che, guidata dal cardinale Ruffo, riuscì nella riconquista del Regno di Napoli, le azioni delle bande Viva Maria in Toscana e Liguria, e le vittorie di Andreas Hofer in Trentino e Alto Adige. Questi moti furono numerosi, si trattò quindi di un fenomeno vasto: le stime, da parte di storici di area cattolica, parlano di almeno 280 000 insorti e 70 000 morti.
Queste rivolte contro la dominazione francese, secondo la storiografia di parte cattolica italiana, ebbero come principale miccia la politica religiosa francese di ispirazione giacobina, contraria dunque ai valori sentiti come fondamentali dalla componente più legata alla Chiesa cattolica nella società italiana di quel periodo.

## Antefatti

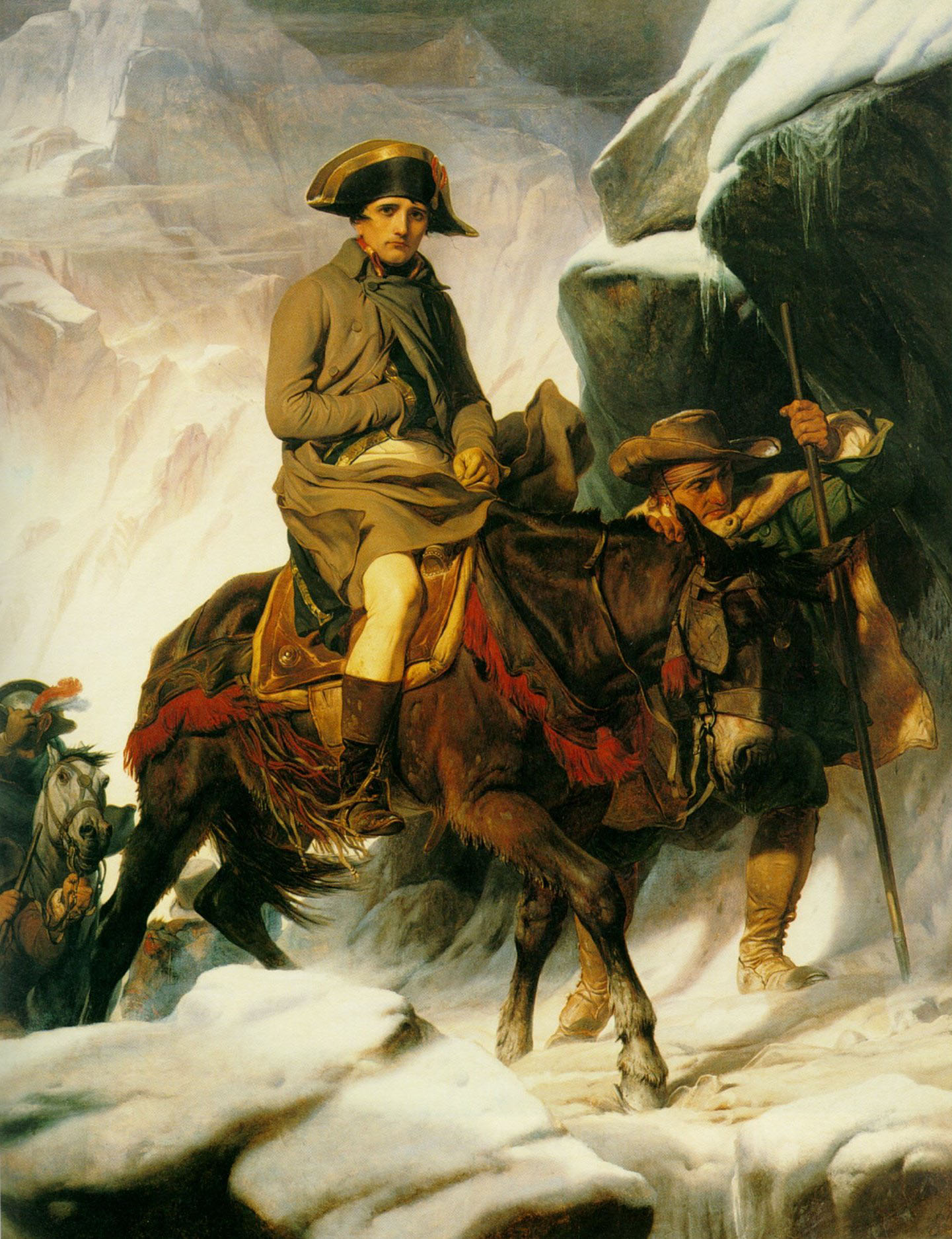
Paul Delaroche, Napoleone valica le Alpi.

L'obiettivo di Napoleone, già dalla primavera del 1796, era completare la conquista della Lombardia, annettendo le province di Bergamo e Brescia (all'epoca parte della Repubblica di Venezia). In effetti le truppe francesi, inizialmente accolte con l'impegno di una breve sosta, erano già presenti alla fine dell'anno a Brescia e Verona: in tal modo nelle due città, ancora sotto il dominio veneto, si crearono le premesse per gli eventi dell'anno successivo. A Verona in particolare i francesi giunsero il 1º giugno 1796, occupando i forti militari e alcuni edifici per il ristoro delle truppe, nonostante la Repubblica di Venezia avesse dichiarato la propria neutralità. I rapporti tra la popolazione e i reparti veneti da una parte, e le truppe francesi dall'altra, si dimostrarono difficili sin dall'inizio. Bergamo invece resisteva ancora all'irruenza francese.

### I francesi a Bergamo

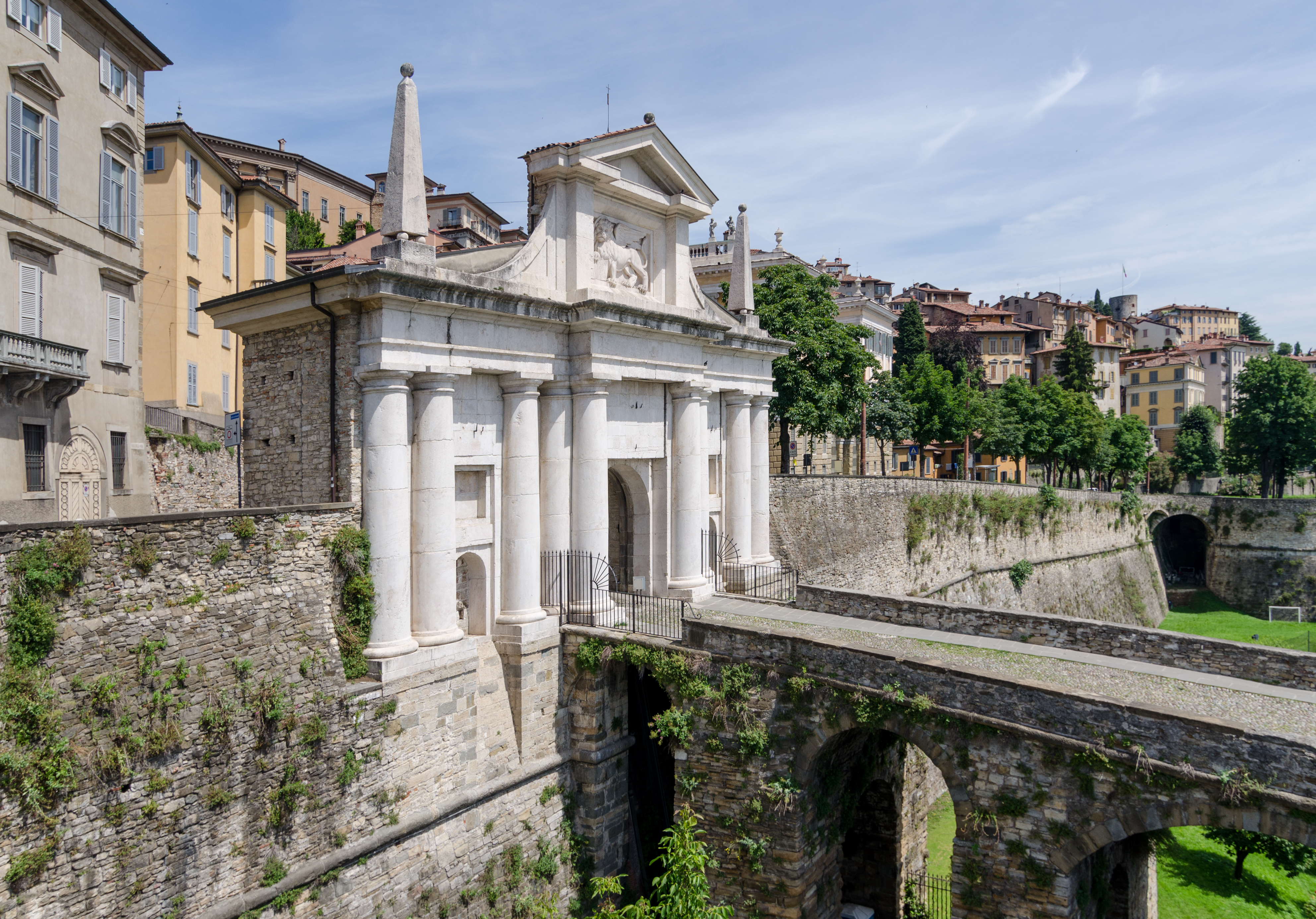
Porta San Giacomo, situata lungo le mura veneziane di Bergamo

Alessandro Ottolini, podestà di Bergamo e patriota che aveva offerto 10 000 uomini per la difesa della Nazione Bergamasca, a fine dicembre dovette accettare la richiesta del generale Louis Baraguey d'Hilliers di approntare degli alloggi per le sue truppe all'interno della città, poiché essendo senza soldati non avrebbe potuto resistere alle forze francesi e in quanto la neutralità veneta, ovviamente, non consentiva un attacco.
All'arrivo delle milizie francesi Ottolini fece chiudere l'accesso al castello, ma Baraguey d'Hilliers riferì che aveva ricevuto l'ordine di presidiare il castello e la fortezza, e che di conseguenza avrebbe dovuto concedere ai suoi soldati l'ingresso in quegli edifici: come già i podestà di Brescia e Verona, anche Ottolini fu obbligato ad acconsentire. Il generale francese comunque non tolse i vessilli di San Marco, dato che ufficialmente anche questa città permaneva sotto il controllo veneto.
La fase successiva del piano di Napoleone prevedeva il cambiamento di regime in tutta la regione tramite l'affidamento dell'amministrazione ai giacobini lombardi, che avrebbero dovuto successivamente creare una repubblica (che avrebbe compreso i territori sino a Verona, o addirittura sino a Padova) legata alla Francia. Quando l'informazione segreta giunse alle orecchie di Ottolini, questi provvide subito a informare il provveditore. Francesco Battaia, persona dal carattere esitante nel compiere azioni di forza, gli rispose che doveva assicurarsi che l'informazione fosse veritiera. Ottolini grazie a una spia riuscì in breve tempo ad avere la conferma delle intenzioni di Napoleone, ma ciononostante Battaia non fece nulla.
L'opera di "democratizzazione" di Bergamo fu iniziata da François Joseph Lefebvre, succeduto a Baraguay d'Hilliers, in quanto i giacobini locali erano troppo pochi. Napoleone ricordò al generale che la democratizzazione doveva apparire volontà della popolazione: il generale, allora, mentre teneva occupato Ottolini, chiamò una rappresentanza di cittadini perché dichiarassero decaduto il governo della Serenissima. Questi protestarono ma furono obbligati a firmare. Ottolini nel contempo aveva richiamato alcune compagnie militari dalla provincia, e questa sua azione venne utilizzata come pretesto per l'occupazione della città. Bergamo diveniva ufficialmente la prima città sottratta al dominio di Venezia, e Ottolini fu obbligato a abbandonarla.

### I francesi a Brescia

Il castello di Brescia, caduto in mano ai rivoluzionari il 18 marzo 1796.

Il passo successivo doveva essere la democratizzazione di Brescia. In questo caso, anche se la città era già sotto il parziale controllo francese, l'operazione avrebbe dovuto essere condotta, almeno in apparenza, dai giacobini, dato che nel caso bergamasco l'azione francese era stata troppo evidente. Il 16 marzo colonne di soldati composte in parte da giacobini lombardi e in parte da soldati francesi partirono alla volta di Brescia. Il podestà, Giovanni Alvise Mocenigo, avrebbe voluto portare un attacco alla colonna nemica, ma venne fermato dal Battaia, preoccupato dall'eventuale uso della forza.
Due giorni dopo duecento uomini entrarono a Brescia e, con l'aiuto dei giacobini locali, vinsero le poche resistenze. Il primo provvedimento fu la cacciata di Battaia, che si rifugiò a Verona. Nonostante la mancanza di favore nella popolazione, i giacobini riuscirono, con l'aiuto francese, a "democratizzare" il contado, e il 28 marzo anche la città di Crema. Non riuscirono invece in Val Trompia e soprattutto in Valle Sabbia e sulla Riviera occidentale del Garda, che si preparavano a resistere armate contro i francesi e i giacobini della città.

### Le insurrezioni e la campagna veronese
Il provveditore Battaia giunse a Verona il 22 marzo e subito fece riunire il consiglio, al quale parteciparono anche alcuni capi militari (il conte Pompei, Ernesto Bevilacqua, Antonio Maffei, Marcantonio Miniscalchi, Ignazio Giusti, Francesco Emilei) e Alessandro Ottolini. Durante il consiglio Maffei, Ottolini ed Emilei si batterono per convincere gli altri membri dell'importanza della riconquista dei territori perduti, senza rendersi conto che in quel momento era più importante provvedere alla difesa della Nazione Veronese, prevedibile obiettivo dei giacobini. Battaia invitò alla prudenza, ma il conte Emilei gli ricordò che la resistenza passiva aveva già portato alla perdita di Brescia e che i cittadini veronesi erano pronti a prendere le armi contro i giacobini lombardi. Battaia, appena comprese che i presenti erano dell'opinione di Emilei, cambiò idea: venne quindi deciso all'unanimità di provvedere alla difesa dei confini veronesi.
Si passò subito all'opera: Miniscalchi assunse il comando delle difese lungo la linea del lago di Garda, mentre a Bevilacqua fu assegnato quello della linea tra Villafranca di Verona e il confine con Ferrara. Tra le due linee venne posizionato Maffei.

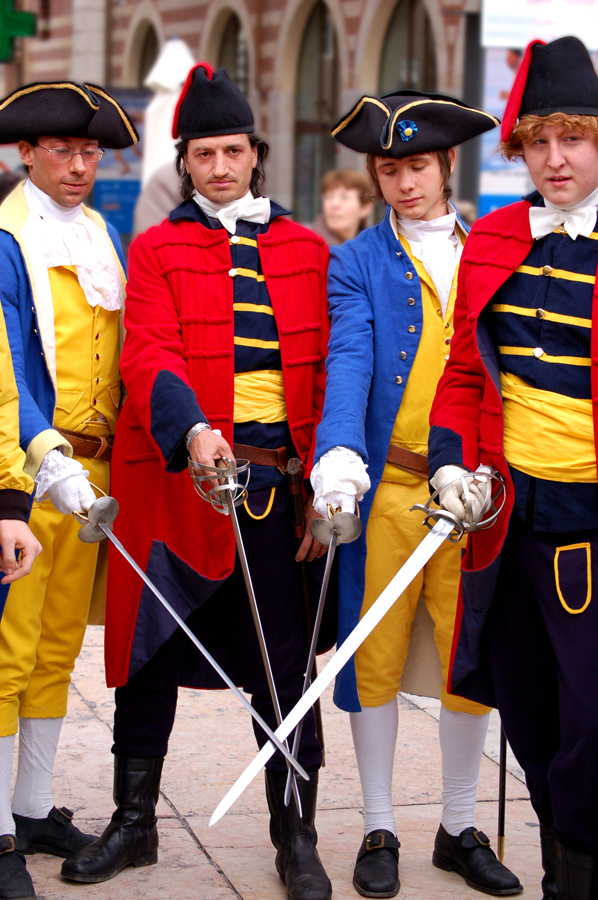
Rievocazione storica: in divisa azzurra e oro la Guardia Nobile Veronese e in divisa rossa gli Schiavoni.

Nel contempo era tornato a Verona il conte Augusto Verità, il quale era sempre stato in ottimi rapporti con i francesi e quindi propose di assicurarsi la neutralità francese prima dello scontro con i giacobini. Venne quindi scritta e consegnata al generale Antoine Balland (comandante delle truppe francesi a Verona) la seguente lettera:
In sostanza si chiedeva l'autorizzazione a difendere i confini veronesi dagli aggressori; il generale fu quindi costretto ad acconsentire poiché, in caso contrario, sarebbe stato come ufficializzare la venuta meno dell'autorità della Serenissima sui suoi territori. Bonaparte, che condivideva la scelta di Balland, informò il Senato veneziano che le truppe francesi non si sarebbero immischiate e che si doleva di quanto successo a Bergamo e Brescia. La risposta di Balland suscitò grande approvazione tra i veronesi per la difesa del proprio territorio.
Inizialmente i capi militari furono mandati a difendere i confini con un numero esiguo di soldati, però le cernide poterono offrire 6 000 uomini, inoltre si unirono numerosi volontari, in particolare dalla Valpolicella.
Il 23 marzo giunse a Verona la notizia che era partita da Brescia una spedizione di 500 soldati giacobini diretti a Peschiera del Garda o Valeggio sul Mincio: gli ufficiali e le truppe si affrettarono così a prendere le posizioni. Miniscalchi si recò a Colà, piccolo borgo sopra le colline di Lazise, Giusti a Povegliano Veronese e Bevilacqua a Cerea, mentre Maffei raggiunse Valeggio, da dove poté constatare che i nemici non erano ancora in vista, e poté quindi rischierare con più ordine le sue truppe. A lui si unirono anche 24 fanti provenienti da Brescia e 40 cavalleggeri croati arrivati da Verona (insieme a due cannoni). Il 27 marzo decise di inviare un corpo di esplorazione mentre, nel frattempo, a Castelnuovo del Garda si erano riuniti 1 500 volontari.

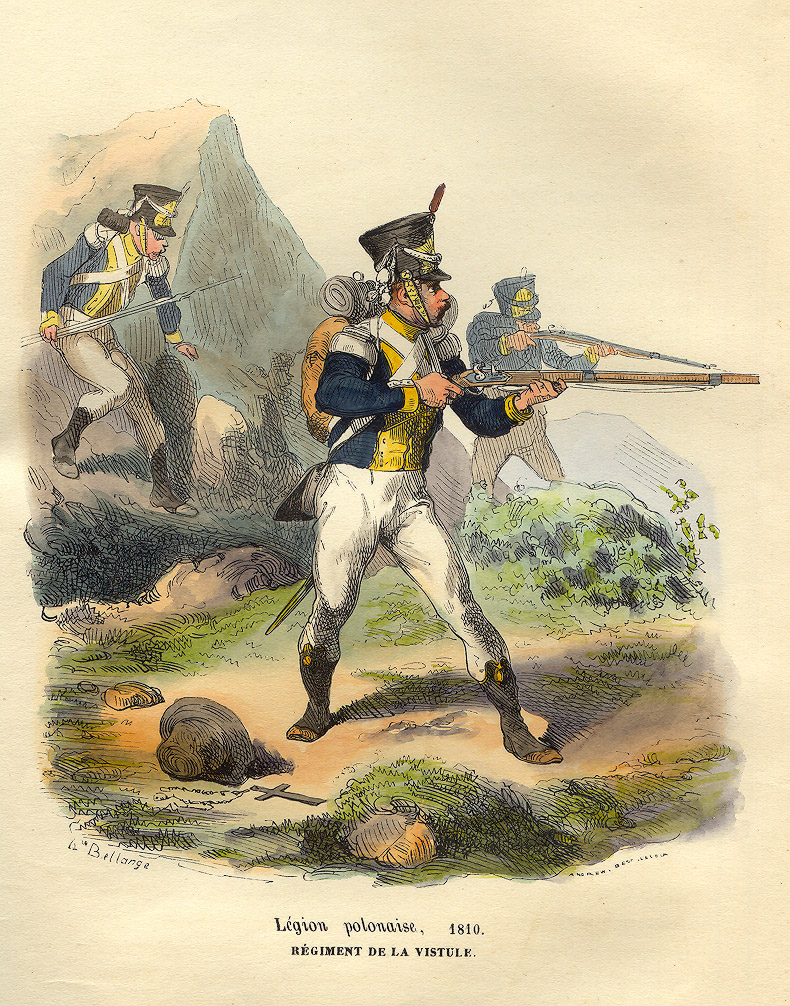
Divisa e armamento delle truppe polacche prestanti servizio per la Francia, le quali il 29 marzo si scontrarono con gli insorti a Villanova, vicino a Salò.

La notizia dei movimenti delle truppe nel veronese arrivò sino nelle valli bergamasche, dove scoppiarono numerose rivolte contro gli occupanti. Il 29 marzo si sollevò pressoché tutta la zona montuosa bergamasca, tanto che gli insorti, cacciati i francesi, decisero di puntare su Bergamo. Negli stessi giorni, nel bresciano, insorse la popolazione di Salò, esortata alla resistenza dallo stesso Battaia, che assicurò per lettera l'invio di munizioni e di 80 dragoni. La lettera ebbe l'effetto di entusiasmare la popolazione, che riuscì a ricollocare le insegne del Leone di San Marco e a far fuggire i giacobini dalla città. Poco dopo insorsero anche gli abitanti di Maderno e Toscolano, sulla sponda bresciana del Benaco e Vobarno in Valle Sabbia. Mille uomini tra giacobini lombardi, soldati polacchi e francesi radunati a Brescia furono inviati a Salò. Questi si scontrarono con gli insorti a Villanova, poco lontano dalla cittadina gardense, ma di fronte allo scarseggiare delle munizioni dovettero ben presto ritirarsi a Salò. Un secondo scontro fu vinto dai salodiani grazie all'attacco su tre lati dei montanari della Valle Sabbia: tra le truppe nemiche ci furono 66 morti e numerosi prigionieri, tra cui alcuni capi dei giacobini. Anche le popolazioni della Val Trompia, in particolare quelle dell'alta valle delle comunità di Bovegno, Collio e Pezzaze, erano insorte armate e i francesi con i loro alleati giacobini furono fermati a Carcina, alle porte della Val Trompia, dove si combatté accanitamente e con numerosi morti da ambo le parti.
Battaia, come aveva promesso, il 30 marzo inviò 80 dragoni; nel frattempo gli insorti di Calcinato e Bedizzole cacciavano i giacobini locali, sbloccando così la strada per Salò ai dragoni, che quindi raggiunsero la cittadina catturando numerosi giacobini in fuga.
Nel frattempo un attacco veronese a Desenzano non ebbe fortuna: le notizie delle fortunate insorgenze nelle valli bergamasche e bresciane, a Lonato e a Salò portarono eccitazione nei territori della Repubblica di Venezia. Lo stesso giorno, però, i francesi attaccarono gli insorti che avevano circondato Bergamo e il giorno successivo si svolsero altre due battaglie: una vinta dai francesi e una dagli insorti, che dovettero comunque ritirarsi sulle montagne e arrendersi, data la evidente superiorità francese.
Maffei era deciso a marciare su Brescia ma venne fermato da Battaia poiché la Francia, secondo lui, poteva utilizzare l'azione come pretesto per dichiarare guerra alla Serenissima. Avendo, il Maffei, l'appoggio dei rappresentanti del governo veneto in città, Iseppo Giovannelli e Alvise Contarini, ebbe il via libera ad avanzare, ma con l'ordine di fermarsi a dieci miglia da Brescia: le truppe marciarono superando il Mincio sino ad avvicinarsi alla città che, insieme agli insorti, fu bloccata su tre lati.
Il generale Charles Edward Kilmaine (di origini irlandesi ma prestante servizio per la Francia) radunò a Milano 7 000 uomini e partì alla volta di Brescia, attaccando lungo il tragitto i borghi insorti e costringendoli alla resa. Intanto a Brescia il generale Landrieux minacciò Maffei di raggiungere Verona a colpi di cannone se egli non avesse sgomberato il campo, così, dopo due brevi scontri tra truppe venete e francesi l'8 e il 9 aprile, Maffei decise di ritirarsi verso Verona.

## Gli ultimi giorni prima dell'insurrezione

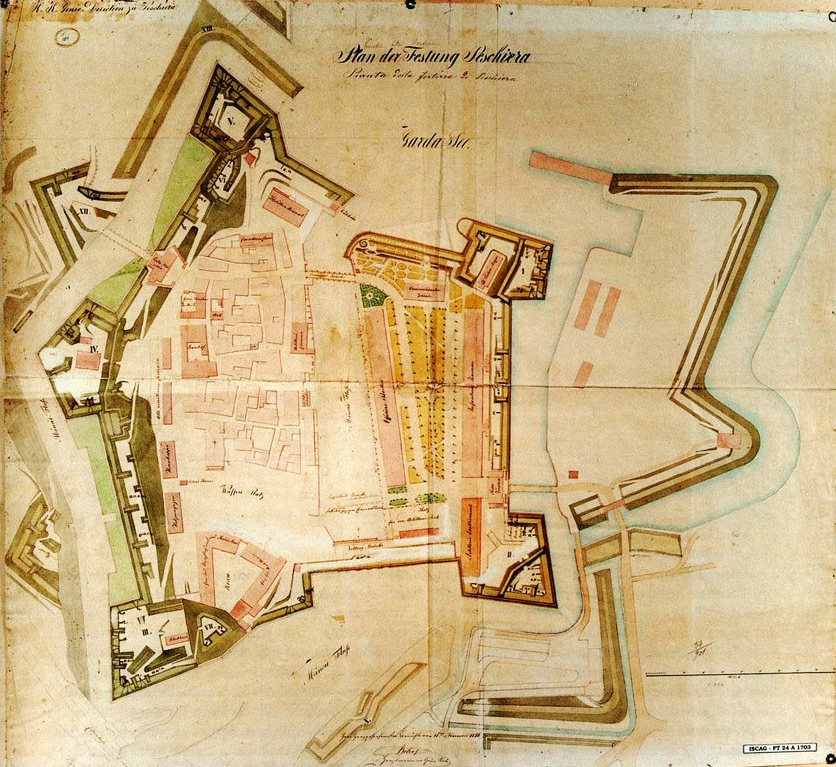
Planimetria della fortezza di Peschiera, occupata definitivamente dall'esercito francese il 15 aprile.

Napoleone era convinto che le ultime forze della Repubblica di Venezia si fossero concentrate nella piazzaforte di Verona. In effetti, nonostante gli ultimi eventi dimostrassero l'iniziativa presa dai francesi, la Serenissima continuava a proclamare la sua neutralità. Bonaparte inviò una spia a Verona, Angelo Pico, che raccolse attorno a sé circa 300 giacobini veronesi, per mettere in atto una congiura. Essi però vennero scoperti dalla polizia segreta, così l'11 aprile alcune pattuglie, che eccezionalmente entrarono in azione in pieno giorno, arrestarono per strada e nelle loro abitazioni la maggior parte di loro, anche se Pico e altri capi riuscirono a sfuggire alla cattura rifugiandosi nei castelli di Verona in mano francese. Giovanelli andò a protestare vivamente ma non gli fu data nemmeno risposta e, anzi, il comandante Balland, che si stava rifornendo di munizioni, ordinò di fortificare i castelli tanto che lui e Contarini, preoccupati, inviarono una lettera urgente al Senato e al Doge.
Nel frattempo venivano soppresse dai francesi le ribellioni di Lonato e Salò, mentre Contarini e Giovanelli il 6 aprile mandarono Nogarola alla difesa del confini a est di Verona, presso Isola della Scala, per proteggersi da eventuali attacchi alle spalle. Il 15 aprile la fortezza di Peschiera del Garda, in territorio veronese, divenne formalmente possesso francese e contemporaneamente 400 polacchi marciavano verso Legnago, le cannoniere francesi attaccavano sul lago di Garda, movimenti nemici furono avvistati vicino a Cerea dove era posizionato Bevilacqua, e sulla via per Vicenza si era posto a presidio Giambattista Allegri.
A Castelnuovo truppe francesi chiesero accoglienza, vigendo ancora, almeno virtualmente, la neutralità. Quando però i soldati veneti si recarono in chiesa i francesi requisirono le armi lasciate fuori dall'edificio, e alla loro uscita furono fatti prigionieri, violando così ancora una volta la neutralità. Fu allora che Maffei ricevette l'ordine di abbandonare il Mincio, dato il notevole rischio di essere colti alle spalle.
A Verona il clima iniziava a essere molto teso. Tra i cittadini crebbe anche il sospetto che gli ebrei potessero parteggiare per i francesi così che il ghetto venne accerchiato alla ricerca di armi. Un anonimo annota che il 16 aprile «il nostro ghetto è stato circondato dalla nostra gente armata, che arrestò tre ebrei, e trasportò tre casse di armi». Le fonti non fanno comunque accenno al ritrovamento di prove a sostegno di un effettivo coinvolgimento filo francese della popolazione ebraica veronese.

## Cronologia dell'insurrezione

### 17 aprile
Nella notte fra il 16 e il 17 aprile 1797 fu affisso per le vie della città un manifesto firmato da Francesco Battaia che incitava i veronesi alla rivolta contro i francesi e contro i collaborazionisti locali. Il manifesto era però apocrifo, in realtà opera di Salvadori su commissione di Landrieux, ed era una provocazione atta a fornire un pretesto ai francesi per occupare definitivamente la città.
Nel manifesto si poteva leggere:
L'impostura sarebbe stata facilmente smascherabile, infatti il manifesto era già stato pubblicato a marzo da alcuni giornali, come il Termometro Politico e il Monitore Bolognese, inoltre Battaia in quel momento si trovava a Venezia. I rappresentanti veneti lo fecero rimuovere, e al suo posto venne pubblicato un nuovo manifesto che smentiva il precedente ed esortava la popolazione alla calma. Ma ormai l'insurrezione era già stata innescata e nel pomeriggio ci furono già diverse risse.

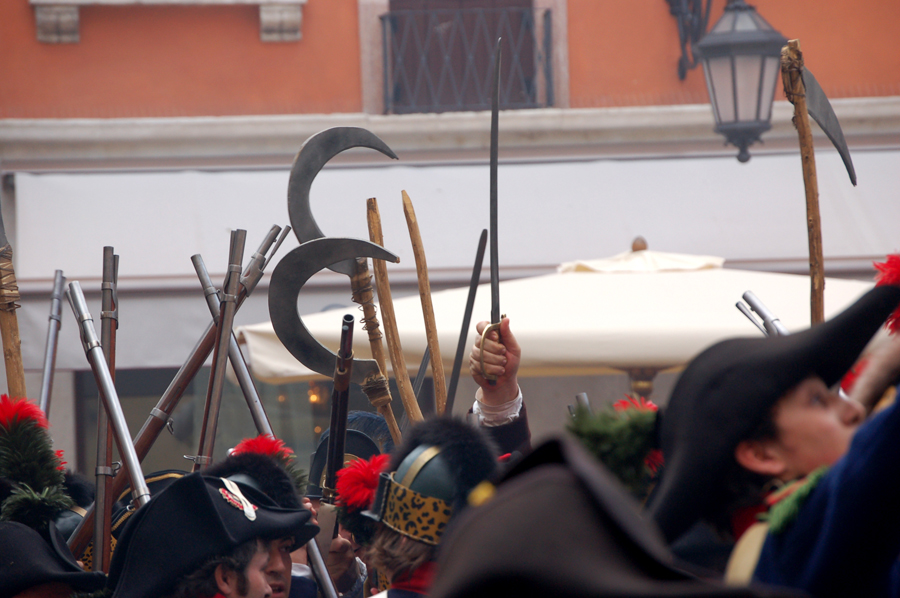
Rievocazione storica: il popolo veronese fu il grande protagonista delle Pasque veronesi, portando attacchi di propria iniziativa.

La situazione degenerava di ora in ora: verso le 14 venne arrestato un artigliere veneto mentre negli stessi istanti presso un'osteria in via Cappello scoppiò una rissa tra un francese e un croato. Il francese ebbe la peggio e andò a rifugiarsi presso la propria pattuglia, che protestò vivamente. Fu allora che il popolo armato accorse in massa e, nel trambusto tra popolani e soldati, partì un colpo di fucile che mise in fuga i francesi. Poco dopo scoppiò un'altra rissa in un'osteria di piazza delle Erbe, mentre alcuni popolani furono fermati da ufficiali dell'esercito veneto prima che aggredissero le guardie ai ponti Pietra e Nuovo. I comandanti francesi diressero allora in città alcune truppe e inviarono in piazza Bra circa 600 uomini per controllare l'evolversi della situazione.
Verso le 17, per ordine del generale Balland, venne aperto il fuoco dei cannoni di castel San Felice (quartier generale francese) e castel San Pietro, da dove numerosi colpi giunsero sino in piazza dei Signori. L'azione francese era causata dalla sicurezza dei comandanti di poter facilmente controllare l'insurrezione, che sarebbe stata utilizzata come pretesto per occupare ufficialmente la città.
Il primo episodio dell'insurrezione si ebbe nella piazza d'Armi (piazza Bra), dove i 600 soldati francesi erano in sosta presso l'ospedale (dove oggi sorge palazzo Barbieri), mentre circa 500 soldati veneti si trovavano presso il Liston e sotto la Gran Guardia. Appena si udirono i primi colpi di cannone i francesi raccolsero le armi e si avviarono velocemente verso Castelvecchio, mentre i soldati veneti stettero ad assistere disorientati e, poiché per mesi i loro comandanti avevano ricordato l'importanza della neutralità, non seppero come comportarsi, mentre i veronesi cominciarono a sparare dai palazzi circostanti, ferendo alcuni soldati nemici.

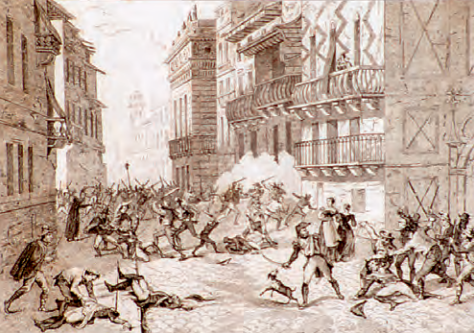
Illustrazione dei combattimenti lungo corso Santa Anastasia tratta dal testo France militaire del 1835.

Lo storico Bevilacqua scrive che «a misura che cresceva il rimbombo delle artiglierie, uscivano gli abitanti dalle proprie case correvano mal armati ad affrontare le pattuglie francesi, che con le baionette abbassate scorrevano la città, le quali si videro ben presto obbligate a cercare la loro sicurezza dandosi precipitosa fuga verso i castelli». Il popolo si accanì contro le truppe francesi sparse in tutta la città e a guardia dei ponti. Numerosi soldati furono uccisi o fatti prigionieri, mentre quelli messi in fuga andarono a nascondersi negli alloggi dei compagni, dove barricarono le entrate: i popolani, per penetrare in quelle abitazioni, arrivarono a salire sui tetti, mentre continuava il cannoneggiamento della città dai forti circostanti e da Castelvecchio.
Francesco Emilei in quei momenti era accampato vicino a Lugagnano, pochi chilometri fuori dalla città, e appresa la notizia della rivolta mosse verso Verona con i suoi soldati. Le porte urbane erano però difese dai francesi, che la mattina avevano raddoppiato i presidi. Porta Vescovo venne facilmente conquistata da Coldogno, mentre con più fatica Nogarola conquistò porta San Giorgio. Emilei dall'esterno della città conquistò porta San Zeno e poté entrare con 2 500 volontari delle cernide, 600 soldati e due cannoni, che divise in quattro corpi mandati in luoghi diversi dell'abitato: di questi, un corpo venne mandato fuori porta Nuova per impedire la fuga dei francesi, un altro presso il bastione dei Riformati.

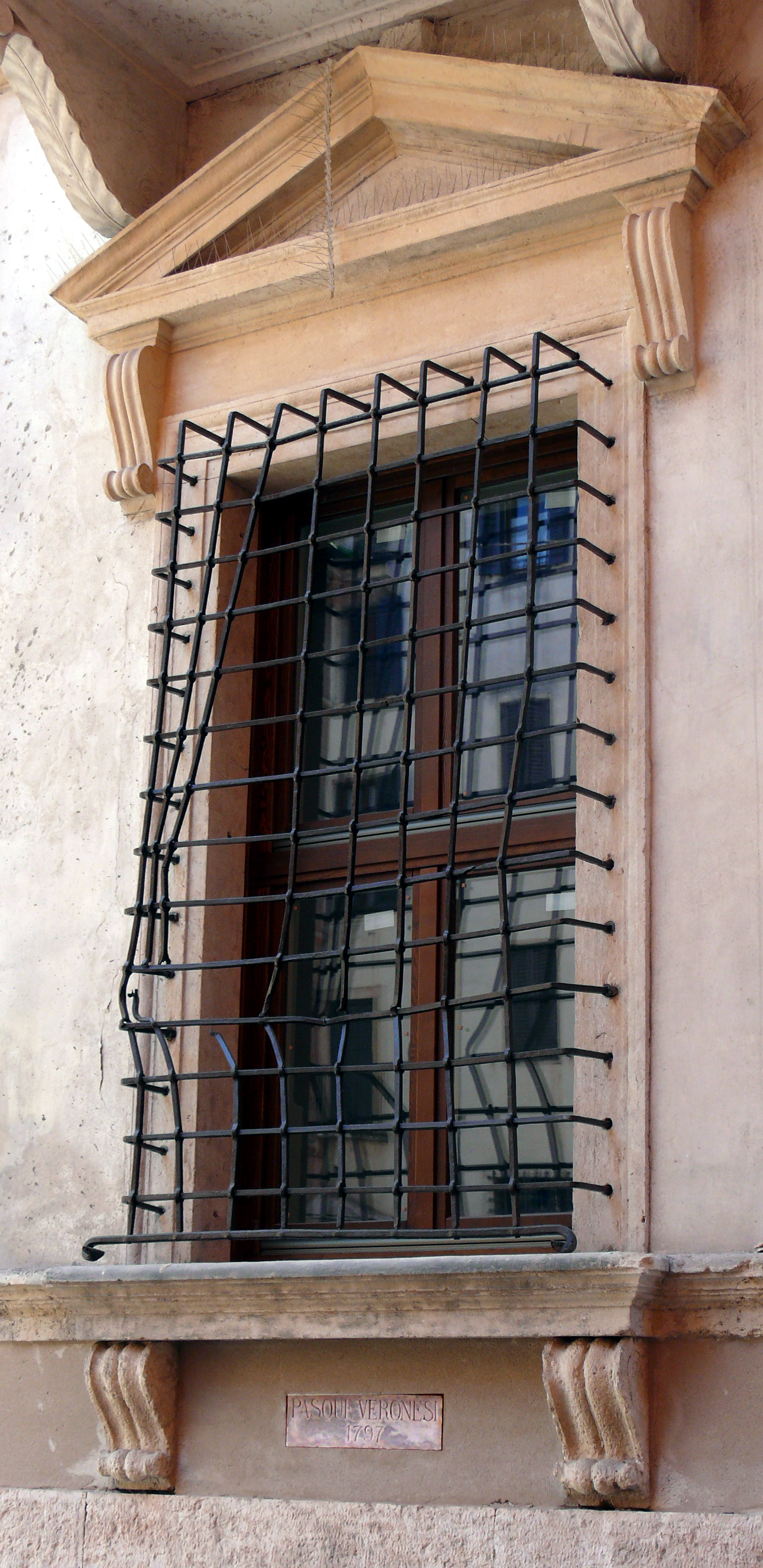
Inferriata deformata di palazzo Pindemonte in via Francesco Emilei, recante ancora oggi i segni di un colpo di cannone sparato dalle truppe napoleoniche.

I popolani armati di fucili, pistole, sciabole, ma anche di forconi e bastoni, erano scesi per le strade a dare la caccia ai francesi, uccidendone, ferendone e catturandone numerosi. Uno dei primi atti fu l'apertura delle carceri da cui numerosi soldati austriaci, una volta liberati, si unirono alla rivolta.
Nel tardo pomeriggio i rappresentanti del governo veneto in città, Iseppo Giovannelli e Alvise Contarini, pensavano ancora di poter tornare al precedente stato di neutralità, mentre Emilei, appena conquistata porta Nuova, decise di partire per Venezia per chiedere il soccorso dell'esercito veneto. I due rappresentanti invece tentarono un compromesso con l'autorità militare francese, interrompendo il suono delle campane e issando sulla torre dei Lamberti una bandiera bianca. Balland fece interrompere il bombardamento (anche se attorno a Castelvecchio la battaglia continuava, essendo isolato dai castelli di collina e non potendo quindi avere informazioni su quanto stava accadendo). Iniziarono così le trattative, che Balland cercava di tenere per le lunghe, poiché aspettava i rinforzi.
La trattativa fallì e i governatori veneti cercarono allora inutilmente di calmare la popolazione. I governatori, spaventati per l'evolversi della situazione, nella riunione tra il 17 e il 18 aprile decisero di ritirarsi a Vicenza e ordinarono, prima della partenza, che le truppe non prendessero parte alla battaglia. Da qui, il 18 aprile, Giovannelli e Contarini, secondo il piano esposto in riunione, si sarebbero diretti a Venezia, per chiedere aiuto al Senato. L'ordine venne eseguito, inizialmente, da Nogarola, Berettini e Allegri, mentre Antonio Maria Perez continuò le operazioni. Nel frattempo la popolazione continuò ad assaltare gli edifici in cui vi erano, o si credeva vi fossero, i soldati francesi, che venivano sistematicamente uccisi, mentre «non si sentiva altro che un continuo gridare per ogni angolo della città Viva San Marco!»
Lo stesso giorno veniva firmato l'armistizio di Leoben tra Napoleone e l'Austria, nelle cui clausole segrete l'Austria cedeva la Lombardia e il Belgio alla Francia, prendendo a sua volta possesso dei rimanenti territori della Repubblica di Venezia.

### 18 aprile
Il 18 i rettori erano già partiti per Vicenza, intanto Emilei si apprestava a raggiungere Venezia per contattare il Senato, mentre a Verona Maffei e gli altri capi militari cercavano di organizzare l'esercito e i popolani, poiché il provveditore Bartolomeo Giuliari non riusciva da solo a sostenere il peso della situazione. Appena scaduta la tregua i cannoni dei castelli di San Felice e San Pietro ripresero a sparare; dai due forti, inoltre, iniziarono veloci sortite in città (che venivano puntualmente respinte) con l'obiettivo di alleggerire la pressione su Castelvecchio.
La notizia della fuga dei due provveditori irritò la popolazione, che continuò ad agire senza coordinazione, mentre dal Contado accorrevano numerosi i contadini e i montanari, in parte già armati. Giuliari ordinò ai comandanti di fornire armi a chi ne fosse sprovvisto, inoltre provvide alla costituzione di una reggenza provvisoria, che si mise in contatto con il generale Balland stipulando così una tregua di tre ore, anche se la battaglia presso Castelvecchio continuava. Intanto alcuni cittadini riuscirono a portare dei pezzi di artiglieria sul colle San Leonardo da dove, essendo più alto rispetto a colle San Pietro e alle altre Torricelle, era più facile sparare contro i forti collocati sulle alture circostanti. Poco dopo venne deciso l'invio di truppe regolari a sostegno dei popolani sul colle.

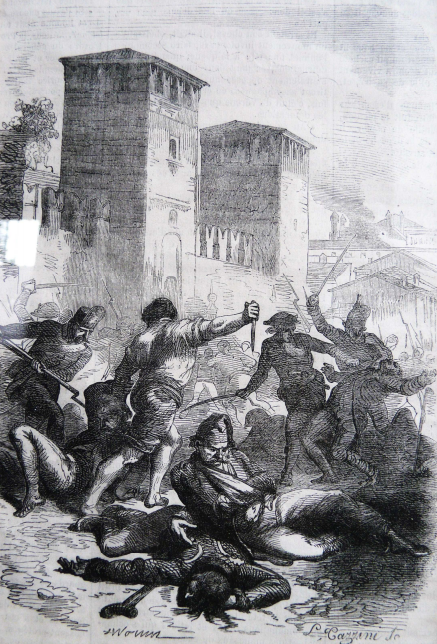
Litografia raffigurante i combattimenti fuori da Castelvecchio, pubblicata dal Journal pour tous: magasin littéraire illustré nel 1862.

L'obiettivo principale divenne la conquista di Castelvecchio, per cui due pezzi di artiglieria vennero trasportati dal popolo dal bastione di Spagna a porta Borsari e nei pressi del teatro Filarmonico, dove furono installati su impalcature di legno; poco dopo vennero però sostituiti dai soldati austriaci, evidentemente più esperti. Nel frattempo anche altri mortai venivano tolti al nemico e utilizzati per assediare il castello, mentre da Bassano del Grappa giungeva il conte Augusto Verità che si mise a capo dei duecento ex prigionieri austriaci. I francesi chiusi nel Castelvecchio portarono un cannone sulla torre dell'orologio e cominciarono a colpire porta Borsari, ma Augusto Verità rispose facendo bombardare la torre dagli artiglieri austriaci, che riuscirono a colpirla fino a far crollare il cannone: i francesi furono obbligati a sgomberare, mentre altri colpi mietevano vittime tra gli uomini sulle mura del castello. Poco prima di un nuovo assalto al castello un drappello di soldati francesi uscì con una bandiera bianca, in segno di resa. Il capitano Rubbi con pochi uomini si avvicinarono per trattare: fu allora che i francesi smascherarono un cannone e cominciarono a colpire, uccidendo i soldati che erano andati a parlamentare e trenta popolani. Si scatenò così l'inferno attorno al castello, mentre i tempi della rivolta venivano scanditi dalla campana della torre dei Lamberti, che i francesi cercarono inutilmente di abbattere con le artiglierie.
Dai paesi della provincia continuarono ad accorrere numerosi i contadini volontari, armati per lo più di forconi, bastoni, e poche armi da fuoco. A loro proposito Alberghini diceva che «appariva sul volto di tutti il desiderio di morire per la Patria e di esporsi a qual si fosse stato cimento». I contadini della Vallagarina riuscirono ad assalire e conquistare la chiusa presso Rivoli Veronese, mentre i montanari della Lessinia attaccarono da nord i forti San Felice e San Pietro. Nel frattempo nella provincia il conte Miniscalchi controllava la linea del Garda, Bevilacqua quella di Legnago, mentre Allegri la linea di San Bonifacio: i confini erano quindi tutti sorvegliati e per il momento tranquilli.
Arrivò poi in città il colonnello austriaco Adam Albert von Neipperg con un drappello di soldati, che informò Balland delle trattative di Leoben tra l'Impero austriaco e la Repubblica francese, mentre la popolazione lo accolse festosamente, pensando che fosse giunto in aiuto di Verona: fu così che venne perso il prezioso contributo imperiale. Intanto, fra una tregua e l'altra, Verona veniva sistematicamente cannoneggiata dai forti e la sua popolazione continuava a combattere accanitamente intorno a questi per espugnarli.

### 19 aprile

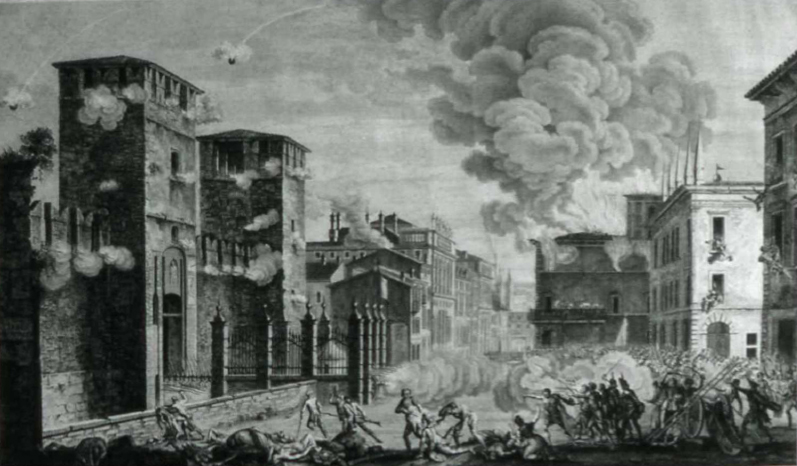
L'assalto di Castelvecchio da parte dei veronesi in una stampa di inizio Ottocento.

Il 19 Bevilacqua venne sconfitto a Legnago dalle truppe francesi mentre Miniscalchi venne bloccato a Bardolino, per cui fuori dalle mura resisteva solo Maffei a Valeggio, che decise di ripiegare a Sommacampagna con i suoi 900 fanti e 250 cavalleggeri, in modo da non essere tagliato fuori dalle linee avanzate francesi: arrivato a Sommacampagna lasciò il comando a Ferro e rientrò a Verona in cerca di ordini. Lo stesso giorno tornò Emilei da Venezia, senza gli aiuti sperati, mentre a Vicenza i due rappresentanti, persuasi da Erizzo, decisero di tornare e riprendere le trattative con Balland: il generale rispose che se fosse stata disarmata la popolazione se ne sarebbe andato dalla città con i suoi uomini ma, dopo l'episodio di Castelvecchio, nemmeno i due rappresentanti gli credettero.
Dopo l'inutile tentativo di mediazione, Contarini e Giovannelli organizzarono il popolo che, al grido di «vogliamo la guerra», si preparò a una difesa a oltranza della città, come dimostra un proclama in cui affermano che, «per togliere la confusione e il disordine, che potrebbe essere fatale al bene di tutti, resta commesso il popolo fedele di Verona che abbiasi a ritirare nelle rispettive Contrade. Colà gli saranno assegnati dei capi, ubbidirà ad essi, sarà unito in corpi e i capi stessi avranno a dipendere dagli ordini delle cariche, e si presteranno sempre a procurare la comune salvezza».

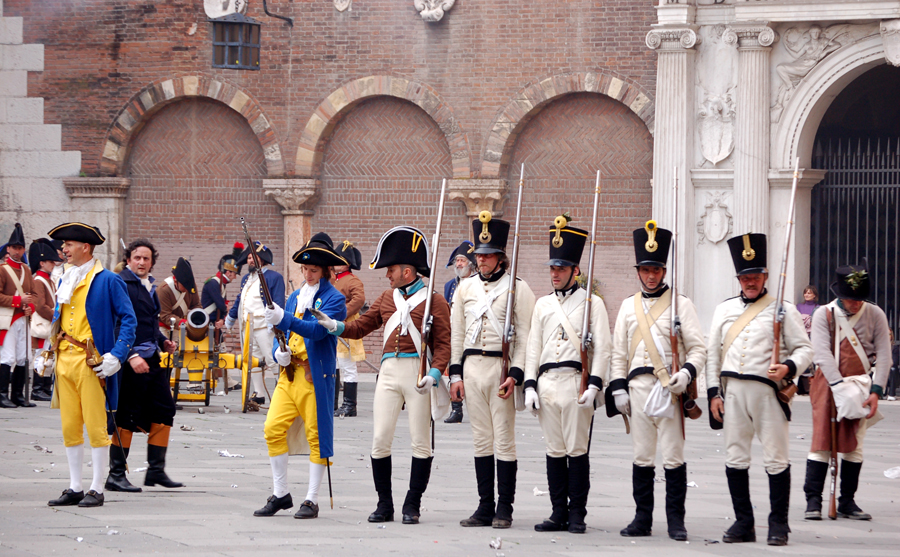
Rievocazione storica: in divisa bianca figuranti in costume da soldati austriaci. Questi ultimi, liberati dalla prigionia francese, parteciparono a parte della rivolta. Gli artiglieri veneti indossavano vesti marroni e bianche e la Guardia Nobile Veronese la divisa azzurra e oro.

Continuava così la battaglia, in particolare a Castelvecchio, dove però i cannoni, tornati nelle mani inesperte dei cittadini veronesi, non provocavano più ingenti danni. Intanto dal colle San Leonardo continuava il bombardamento dei forti, che a loro volta colpivano la città provocando numerosi incendi, aggiungendo ancora danni alle incursioni francesi: con brevi sortite all'esterno andavano ad appiccare incendi nei palazzi circostanti appartenenti a famiglie nobili dando così alle fiamme numerose opere d'arte. Durante una sortita, partita da Castelvecchio, i francesi riuscirono a dare alle fiamme palazzo Liorsi e palazzo Perez, anche se tornarono solo cinque soldati, poiché gli altri furono uccisi dai popolani.
Presso il lazzaretto di Sanmicheli, che era occupato da un ospedale francese, passò una schiera di contadini armati diretti verso la città, quando dall'ospedale partirono alcuni colpi di fucile: i contadini, infuriati, abbatterono le porte e massacrarono i sei soldati che si trovavano all'interno.
Nel pomeriggio Neipperg lasciò Verona insieme ai suoi soldati, dato che la tregua tra Francia e Austria sarebbe durata una settimana. In compenso avvertì la popolazione che se avesse resistito fino allo scadere della tregua sarebbe tornato in suo soccorso. Intanto si avvicinò a porta San Zeno un drappello di esplorazione francese, che dovette allontanarsi immediatamente per l'arrivo di colpi di cannone della mura. Negli stessi istanti delle colonne di soldati tagliarono fuori i soldati comandate temporaneamente da Ferro, occupando la linea che va dal Chievo a Santa Lucia. In questa linea si erano posizionati circa 6 000 uomini di Chabran, mentre gli uomini di Victor e Miollis si stavano ancora avvicinando alla città.

### 20 e 21 aprile
Maffei la mattina seguente uscì con gli uomini disponibili da porta San Zeno per cercare di rompere la linea nemica e aiutare la ritirata in città delle truppe venete comandate da Ferro, ancora tagliate fuori. L'attacco di Maffei venne però respinto da Landrieux, mentre nel frattempo Ferro, che tra le sue truppe aveva 500 fanti del IV reggimento di Treviso, 400 schiavoni, 250 cavalleggeri e otto cannoni, poté rafforzarsi con oltre 4 000 volontari (i quali si erano spontaneamente riuniti a Sommacampagna dopo l'accerchiamento), che però non potevano essere utilizzati in un'eventuale battaglia, poiché non erano addestrati né ben armati.

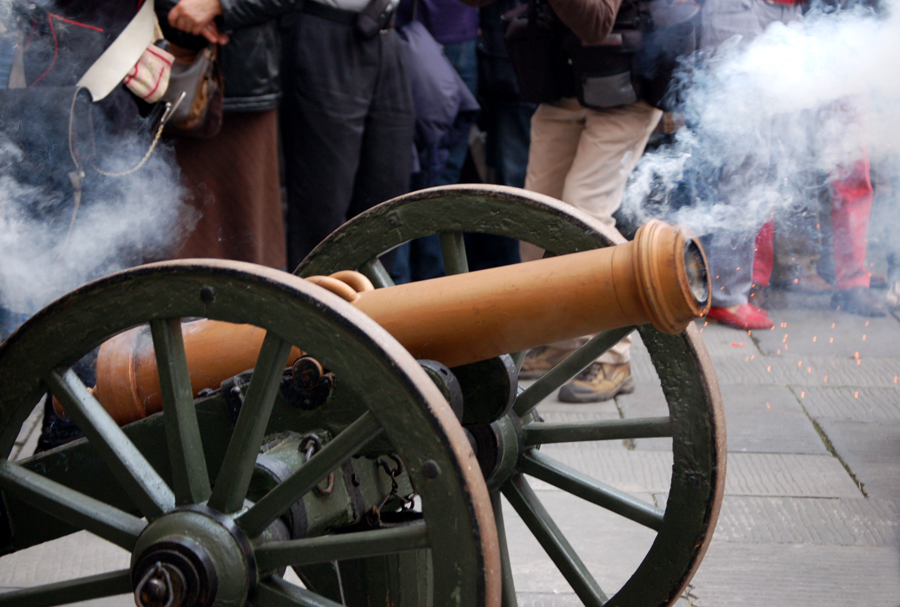
Rievocazione storica: l'artiglieria francese fu fondamentale durante tutta la rivolta, impiegata principalmente dai forti per bombardare la città dall'alto.

L'attacco di Ferro ebbe inizio a Santa Lucia, dove il comandante veneto riuscì a battere i francesi spingendoli a nord, prima sino a San Massimo, poi sino alla Croce Bianca, dove riuscirono a resistere al contrattacco. Per un fatale errore, però, a un certo punto venne suonata la ritirata, per cui la cavalleria invece che caricare si ritirò, causando così la sconfitta della fanteria, che poté però a ritirarsi dentro le mura. Alla fine della battaglia tra fanti e schiavoni erano sopravvissuti in 400, mentre i cavalleggeri non subirono grandi perdite. I francesi tornarono così a rioccupare le posizioni precedenti e si avvicinarono a porta Nuova e porta Palio, dove furono però respinti dai cannoni.
Ripresero allora le trattative tra veneti e francesi, che richiedevano la resa senza condizioni, mentre nel frattempo altri volontari giungevano dalla bassa Veronese e, oltre a Verona, anche Pescantina respingeva gli assalti francesi, che non riuscivano così a oltrepassare l'Adige.
Il 21 aprile i francesi riuscirono a passare l'Adige poco più a monte di Pescantina. Intanto a Verona continuava l'assedio a Castelvecchio, mentre la batteria del colle San Leonardo veniva catturata. Iniziarono nuove trattative cui parteciparono Giovanelli, Emilei, Giusti, Chabran, Chevalier (la cui presenza indicava che la città era ormai circondata) e Landrieux, ma non si giunse a nessuna conclusione. Ormai però non c'erano più speranze di vittoria, nonostante fossero giunte da Vicenza al comando del conte Erizzo 400 fanti e circa 1 000 cernide, poiché l'abitato era ormai circondata da 15 000 soldati francesi.

### 22 e 23 aprile

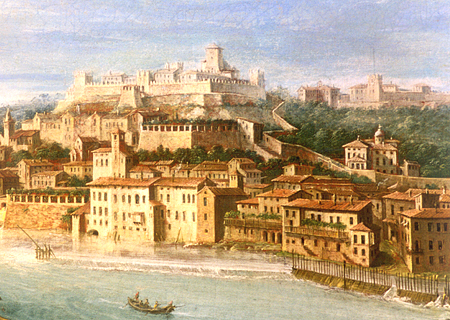
Il castel San Pietro, in cima al colle da cui dominava la città, come appariva durante l'insurrezione.

I francesi la mattina del 22 aprile portarono alcuni cannoni presso porta San Zeno con l'intenzione di abbatterla, ma furono fermati grazie a dei fortunati colpi di cannone sparati dalle mura da alcuni cittadini, che li obbligarono nuovamente, così, a ritirarsi; nel frattempo i militari ancora all'interno di Castelvecchio erano in grave difficoltà. Ci fu anche un tentativo mal riuscito di riconquistare il colle San Leonardo. La polvere da sparo e le munizioni stavano però scarseggiando e pure il cibo cominciava a non essere più sufficiente per la popolazione, dato che la città si era riempita di volontari e soldati. Lo stesso giorno arrivò una lettera del Senato, che invitava la città ad arrendersi; le maggiori autorità a Verona si dovettero così riunire per decidersi sul da farsi. Durante il vertice si giunse alla conclusione che non sarebbero mai giunti rinforzi, per cui si rendeva necessario prepararsi per la resa. I capi militari andarono per le strade invitando a fermare i combattimenti: «molti ufficiali Veneti uscirono e così influenzati dalle Venete Cariche, scorsero le contrade tutte di Verona proclamando una tregua conclusa, ed esortando tutti gli abitanti a desistere da qualunque atto di ostilità, poiché trattavasi di pace, né tardarono i migliori tra i cittadini ad unirsi a loro onde calmare il popolo, infruttuosi non furono i loro consigli e la moltitudine si lasciò persuadere dalle voci della ragione e delle necessità: paga di non abbandonare i suoi posti di difesa, vi si tenne tranquilla, e non tirò più un colpo di cannone o di fucile. Così ebbe fine una battaglia, la quale principata entro le nostre mura alle ore ventuna italiane del giorno 17 aprile era durata senza interruzione sino presso alle ore parimenti ventuna del giorno 23. Allo strepito delle armi, al clamore delle voci, al movimento continuo di una numerosa popolazione, successero un cupo silenzio, un nesto riposo, una ferale immobilità».
Oramai era chiaro che i veronesi, nonostante fossero riusciti a contrastare le incursioni di pattuglie francesi e a sopportare il cannoneggiamento della città, non avrebbe potuto resistere da soli all'assedio di 15 000 soldati, per cui il 23 aprile si prese la decisione della resa e si inviò un messaggio a Balland in cui si richiedeva un armistizio di 24 ore. Il comandante concesse allora una tregua sino al mezzogiorno del giorno seguente.
Alla fine degli scontri, le morti francesi ammontarono a 500 soldati, i feriti furono circa un migliaio e i prigionieri 2 400 (di cui 500 soldati e 1 900 loro famigliari). Dunque dei 3 000 soldati francesi di guarnigione circa 2 000 (tra morti, feriti e prigionieri) furono messi fuori combattimento.

## La resa

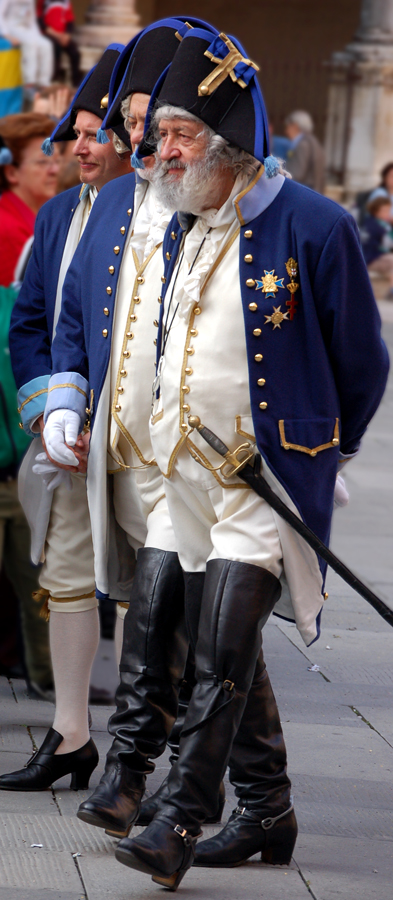
Rievocazione storica: alcuni ufficiali di Fanteria della Serenissima.

Il 24 aprile, verso mezzogiorno, il capitano Emilei e altri ambasciatori si incontrarono con Jacques-François Chevalier, Joseph de Chabran e Lahoz per trattare la resa: appena Emilei cominciò a leggere il documento, stipulato insieme alle altre autorità cittadine, venne fermato da Balland, il quale dichiarò che i termini della resa sarebbero stati dettati dai francesi e non dai veneti: essi esigevano che la cavalleria veneta scortasse l'entrata delle truppe francesi in città (ma appiedata e disarmata), la restituzione dei prigionieri e delle artiglierie, il disarmo della popolazione, la consegna di sedici ostaggi, tra cui l'Emilei, Maffei, Verità, i provveditori, il podestà, il vescovo e Miniscalchi. Date le cospicue richieste gli ambasciatori veneti non se la sentirono di accettare e chiesero altre due ore di tregua per poter esporre i termini della resa ai rappresentanti della città, i quali furono praticamente obbligati a firmare, nonostante loro stessi fossero richiesti come ostaggi, poiché la sconfitta sarebbe stata inevitabile.
Ai due rappresentanti, Contarini e Giovanelli, venne affidato il compito d'informare la popolazione, ma fuggirono prima di adempiere al loro dovere, poiché sapevano che, dopo la fuga a Vicenza, la popolazione non aveva più fiducia in loro. La notte quindi partirono per Padova e, scoperta la fuga, si riunirono i maggiori rappresentanti di Verona, che decisero di informare i francesi e di trattare una nuova capitolazione (poiché i due rappresentanti erano inclusi come ostaggi nella precedente). Il nuovo trattato non prevedeva grandi differenze, ma venne ugualmente sottoscritto dai francesi. Oramai il popolo era scoraggiato e si sentiva tradito dagli stessi che lo avevano incoraggiato alla lotta.
Un'assemblea convocata da Giuliari elesse provvisoriamente dieci rappresentanti di Verona e del contado che, con difficoltà, riuscirono a persuadere i popolani a cessare le offese. Questo consiglio durò per un breve periodo, dato che le cariche sarebbero state affidate dai francesi ai giacobini locali, a cui fu tolto lo stato d'arresto cui erano stati sottoposti dalla polizia segreta.
Alle 8 di mattina del 25 aprile 1797 (giorno della festa di San Marco) la città si arrese; finì così, dopo quattro secoli, il dominio veneto su Verona, anche se le truppe francesi entrarono in città solo il 27 aprile da porta Nuova e porta Palio.

## Conseguenze
Il primo atto dei francesi, appena entrati in città, fu affiggere un manifesto in cui si poteva leggere che era stato ordinato ai soldati il rispetto delle persone e delle proprietà. Nonostante ciò il generale Kilmaine confiscò il denaro della cassa pubblica, poiché le città "liberate" dovevano pagare un tributo di 20 000 zecchini, ovvero 1 800 000 lire torinesi (che poi aumentarono a 2 000 000 lire). Il consiglio giacobino, che quasi immediatamente prese il posto di quello eletto pochi giorni prima, varò un prestito forzoso di 2 400 000 lire e obbligò la consegna dell'argenteria delle chiese e di altri luoghi di culto.

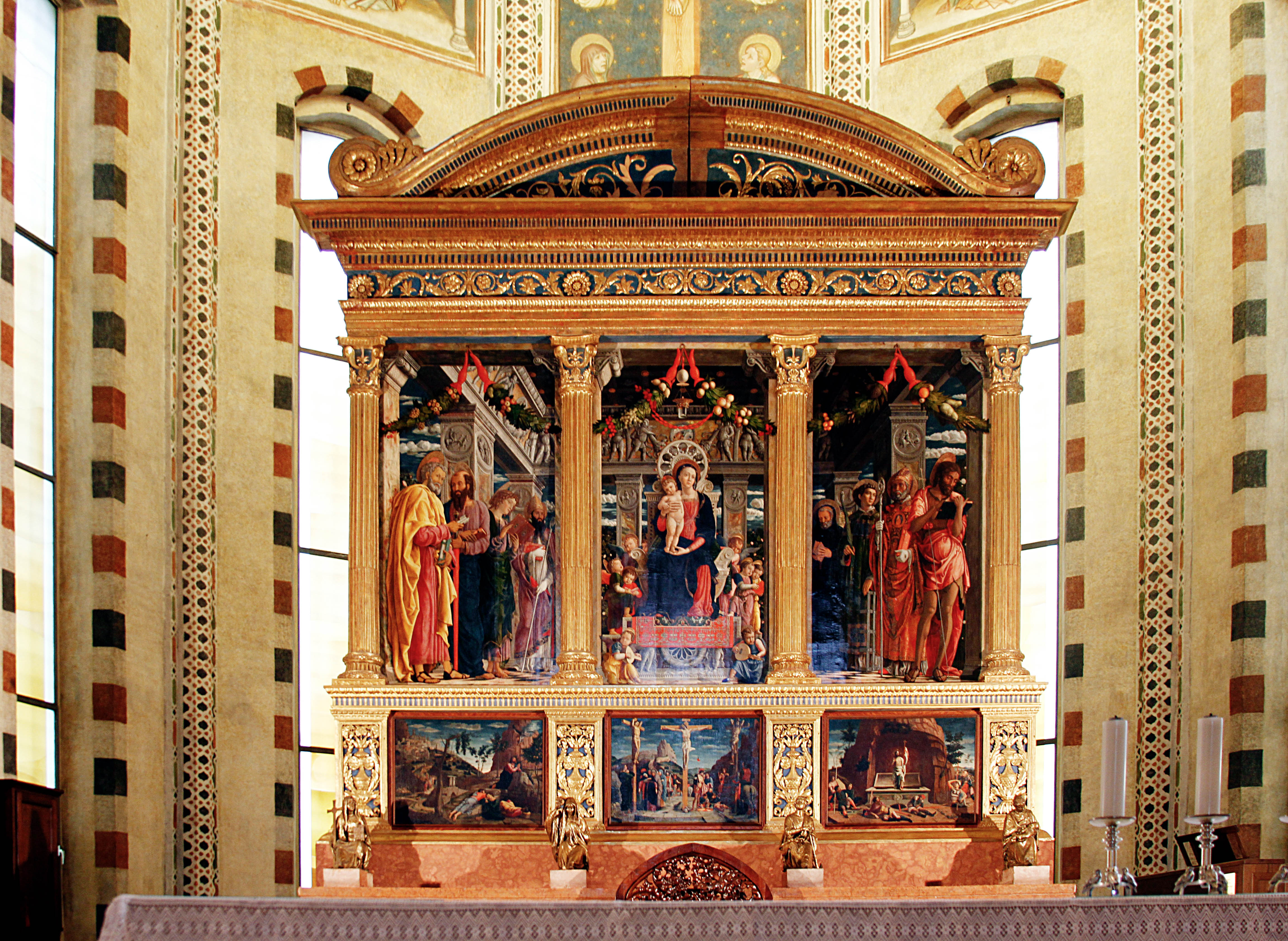
La Pala di San Zeno di Andrea Mantegna, una della numerose opere d'arte trafugate dai francesi. I tre pannelli principali furono successivamente restituiti, mentre le tre predelle in basso sono rimaste in Francia.

Il 1º maggio gli abitanti di Verona furono obbligati a versare il denaro e l'argenteria a loro disposizione: la stessa richiesta venne posta anche il 5 e il 15 maggio, con in più la minaccia di perquisizione delle abitazioni nel caso i cittadini non avessero adempiuto al loro "dovere". Ma l'atto più ostile fu il saccheggio del Monte di Pietà della città, che in questo caso vide Napoleone, venuto a conoscenza dell'accaduto, ordinare la restituzione dei pegni di minor valore e ordinare l'arresto dei principali responsabili del saccheggio, Bouquet e Landrieux, che furono mandati in Francia per essere processati. Al sacco del Monte fece seguito anche quello delle chiese, delle abitazioni degli aristocratici e dei musei: furono così trafugati dalla biblioteca capitolare di Verona manoscritti databili dal VII al XV secolo e incunaboli del XV secolo, dal museo lapidario maffeiano lapidi greche, romane e medaglie antiche, le chiese furono depredate di numerose opere d'arte (non furono risparmiati neanche il Duomo e la basilica di San Zeno) così come le collezioni private, da cui furono requisite persino collezioni di fossili: la quasi totalità di questi oggetti non furono più restituiti. Tra le tele più importanti ci furono la Pala di San Zeno di Andrea Mantegna, il Martirio di San Giorgio del Veronese, l'Assunzione della Vergine di Tiziano e i bassorilievi in bronzo della chiesa di San Fermo Maggiore: tutto il bottino che venne fatto sfilare nel corteo di Parigi il 27 e il 28 luglio 1798 e le opere furono poi portate al museo del Louvre.
Il 4 maggio venne inoltre richiesto alle sessanta famiglie più facoltose un esborso compreso tra i 3 000 e i 15 000 ducati. Due giorni più tardi arrivò poi il generale Pierre François Charles Augereau, che tenne un discorso in piazza Bra nel quale affermò che era venuto per punire chi aveva fomentato la rivolta; fece inoltre piantare l'albero della libertà, che fu più volte oggetto di vandalismi.
Il 9 maggio lo stesso generale liberò i prigionieri, provenienti dal contado, che erano stati arrestati nei momenti successivi all'entrata dei soldati a Verona perché sospettati di aver preso parte all'insurrezione, mentre iniziarono gli arresti dei protagonisti. Furono arrestati Emilei, Garavetta, Maffei, il vescovo Giovanni Andrea Avogadro, Giovanni e Francesco Giona, Contarini e la moglie, Leonardo Foscarini, il conte Rocco San Fermo, i dottori Vincenzo Aureggio e Francesco Pandini, Giacomo Augusto Verità, ma anche molti popolani. A questi si aggiunsero successivamente il conte Nogarola, il canonico Morasini, i tre fratelli Miniscalchi, e altri popolani. Il processo dei sette principali imputati ebbe inizio il 15 maggio e vide la condanna a morte del conte Francesco Emilei per aver provocato la rivolta, del conte Augusto Verità per avere massacrato alcuni soldati francesi, di Giovan Battista Malenza per avere assassinato numerosi francesi, e del vecchio frate cappuccino Luigi Maria da Verona (al secolo Domenico Frangini). Il Tribunale Militare Rivoluzionario inflisse invece pene minori agli altri tre processati, Maffei, Giona e Aureggio.

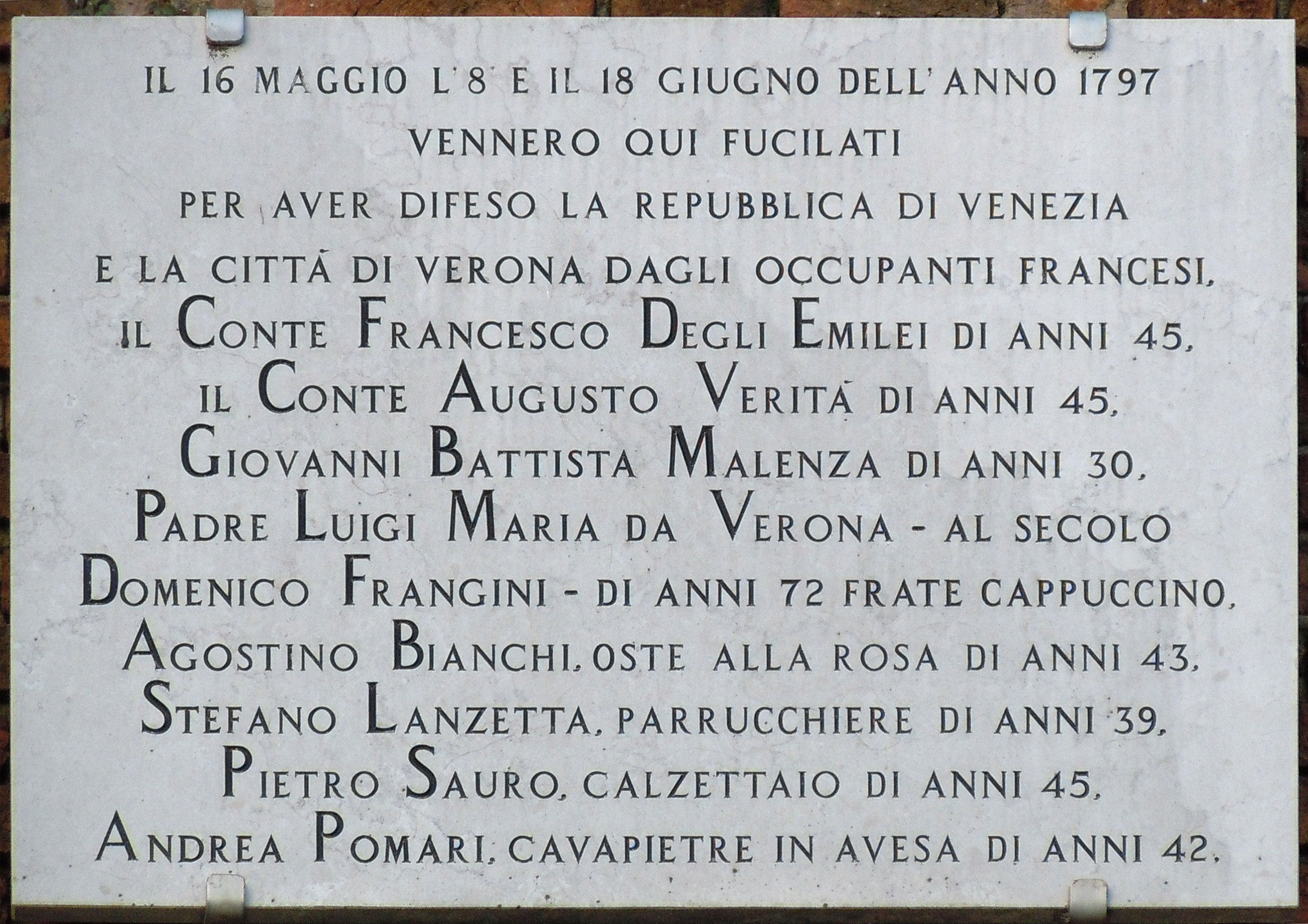
Lapide commemorativa, dedicata ai cittadini veneti giustiziati.

La loro condanna a morte fu eseguita il 16 maggio: la mattina una pattuglia di soldati li prese dalla prigione e li scortò per le strade silenziose della città, fino presso porta Nuova. Su uno dei bastioni, a mezzogiorno, nonostante le persone presenti chiedessero la grazia al generale Augereau, vennero fucilati i quattro condannati; il supplizio dei familiari non si fermò lì, poiché le loro case furono saccheggiate dagli stessi soldati che avevano fatto parte del plotone d'esecuzione. In seguito furono eseguite altre condanne a morte, decise con processi sommari. I corpi dei quattro uomini furono dissotterrati al ritorno delle truppe austriache in città, quando, dopo una processione funebre, furono posti nelle tombe di famiglia nel Duomo, nella chiesa di Santa Maria in Chiavica e nella chiesa di Sant'Eufemia.
Nella città furono quindi numerose le condanne a morte (per un solo voto al processo si risparmiò il vescovo della città), ma anche le requisizioni dei giacobini, tanto che Bevilacqua, a proposito, afferma che «occorreva adunque studiare e apparecchiare un piano di saccheggio ordinato e sapiente, una specie di congegno a torchio sotto la cui enorme pressione dovesse spremere la città tutto quanto il succo che potea dare». I giacobini fecero distruggere tutte le insegne del Leone di San Marco, compreso quello posto sulla colonna in piazza delle Erbe, che sarebbe stato ripristinato solo nel 1886, e gli stemmi degli aristocratici. Venne limitato in città il suono delle campane, mentre gli orologi pubblici vennero impostati per battere le ore alla francese (un sistema diverso da quello italiano di computare le ore).
A causa delle requisizioni giacobine e della distruzione di parte dei raccolti vi fu anche una carestia per cui lo stesso Napoleone, giunto in città, esortò il club giacobino alla moderazione. Il 2 luglio 1797 gli occupanti francesi indissero le elezioni del Governo centrale veronese, che avrebbe dovuto sostituire la municipalità provvisoria: per la prima volta a Verona i cittadini potevano votare e scegliere i propri rappresentanti. L'occasione vide però l'elezione dei protagonisti delle Pasque veronesi, pertanto il generale Augereau si riservò di scegliere ventitré dei quaranta uomini che avrebbero formato il governo, che si rivelarono essere tutti giacobini.
Quattro mesi dopo, con il trattato di Campoformio, l'Austria riconobbe la Repubblica Cisalpina e prese possesso di tutti i territori della Repubblica di Venezia a est dell'Adige che, dopo molti secoli di indipendenza, vennero assoggettati al dominio straniero.

## Controversie
Nell'analisi storica delle Pasque veronesi non sono mancate prese di posizione a favore di uno o dell'altro contendente. Nel confronto fatto da Rosa Maria Frigo nel 1980 tra gli storici italiani e quanto riportato dal diario di un anonimo generale francese intitolato Le Massacre de Verone – 17 avril 1797 sono emerse alcune sostanziali differenze. Se Osvaldo Perini, nella sua Storia di Verona: dal 1790 al 1822 asseriva che «gli scrittori francesi sono inesattissimi», il generale Cosme de Beaupoil asserì nelle sue memorie che «gli autori che hanno scritto sul massacro di Verona hanno seguito quasi tutti la corrispondenza inedita di Napoleone. Ho dimostrato quanti errori contiene; tanti quante sono le menzogne che si trovano nei rapporti dei funzionari veneziani». Più concordi le descrizioni negative di quest'ultimo che lo dipingono come un uomo prepotente, scontroso, presuntuoso.
Il dibattito storico sugli avvenimenti che investirono la città di Verona nell'aprile 1797 è tornato di attualità nei primi anni 2000 a seguito di alcune prese di posizione di gruppi politici locali di centro-destra, spesso a supporto di associazioni e movimenti che si riconoscono come cattolici tradizionalisti.

### Esplicative
1. 1 2 3 4 5 6  Sotto la Repubblica Veneta con il termine Nazioni si indicavano le varie genti, accomunate da dialetto, storia e tradizioni, ma non necessariamente nell'amministrazione.
2. ↑  Per "democratizzazione" si intende, in riferimento al periodo rivoluzionario, l'insieme dei cambiamenti istituzionali introdotti dai repubblicani: produzione di codici normativi, organizzazione territoriale retta dai prefetti, costituzione di un potere pubblico laico distinto da quello della Chiesa, obbligo di assistenza sanitaria non più della Chiesa ma della municipalità. Il termine è utilizzato da diversi autori, ad esempio Guagnini 1979, p. 73 o  Giovanni Scarabello, La municipalità democratica, in Storia di Venezia, Roma, Istituto dell'Enciclopedia Italiana, 1998.
3. 1 2 3 4  Gli Schiavoni erano milizie di fanteria regolare reclutate in Istria e Dalmazia, soprattutto tra la componente slava della popolazione. Esse erano utilizzate prevalentemente per scopi di presidio e difesa di Venezia, del Dogado e dello Stato da Mar.
4. ↑  Il nuovo manifesto avvertiva «i sudditi di non lasciarsi sedurre da simili inganni, per supporre alterate menomamente le costanti massime del Senato, della più perfetta amicizia e armonia colla nazione francese». In Agnoli 1998, p. 138.
5. ↑  Ovvero alle ore 17.
6. ↑  Frigo ritiene che l'autore possa essere il generale Cosme de Beaupoil (10 settembre 1741 - 25 marzo 1822) o il generale Jean Iriey (10 ottobre 1745 – ...). In Frigo 1980, pp. 4-5.

### Bibliografiche
1. ↑   Carlo Botta, Storia d'Italia dal 1789 al 1814, Pisa, 1824,  p. 264, SBN CFIE041833.
2. ↑  Agnoli 1998, p. 13.
3. ↑   Massimo Viglione, La Vandea Italiana: le insorgenze controrivoluzionarie dalle origini al 1814, Milano, Effedieffe, 1995,  pp. 304-306, ISBN 88-85223-13-3.
4. ↑  Agnoli 1998, p. 19.
5. ↑  Agnoli 1998, p. 81.
6. ↑  Stella 1992, pp. 141, 142.
7. ↑  Agnoli 2013, pp. 83-84, tomo I.
8. ↑  Agnoli 2013, p. 84, tomo I.
9. ↑  Agnoli 1998, p. 83.
10. ↑  Agnoli 2013, pp. 84-85, tomo I.
11. ↑  Agnoli 1998, p. 85.
12. ↑  Agnoli 2013, pp. 86-87, tomo I.
13. 1 2  Agnoli 2013, pp. 89-90, tomo I.
14. ↑  Agnoli 1998, p. 90.
15. ↑  Agnoli 2013, pp. 90-91, tomo I.
16. ↑  Agnoli 2013, pp. 103-104, tomo I.
17. ↑  Agnoli 1998, p. 94.
18. ↑  Agnoli 1998, p. 95.
19. ↑  Agnoli 1998, p. 96.
20. ↑  Agnoli 1998, p. 97.
21. ↑  Agnoli 1998, p. 99.
22. ↑  Agnoli 1998, pp. 100-101.
23. ↑  Agnoli 1998, p. 106.
24. ↑  Agnoli 1998, pp. 107-108.
25. ↑  Agnoli 1998, pp. 111-113.
26. ↑  Agnoli 1998, pp. 113-116.
27. ↑  Agnoli 1998, pp. 117-118.
28. ↑  Agnoli 1998, pp. 123-129.
29. ↑  Agnoli 1998, pp. 132-134.
30. ↑  Agnoli 1998, pp. 133-134.
31. ↑  Bevilacqua 1897, p. 71.
32. 1 2 3  Agnoli 1998, p. 138.
33. ↑  Solinas 1981, p. 384.
34. ↑  Agnoli 1998, p. 141.
35. 1 2  Stella 1992, p. 150.
36. ↑  Agnoli 1998, p. 142.
37. ↑  Agnoli 1998, p. 143.
38. ↑  Agnoli 2013, pp. 133, 138, tomo I.
39. ↑  Solinas 1981, p. 385.
40. 1 2  Agnoli 2013, p. 140, tomo I.
41. ↑  Agnoli 1998, p. 148.
42. ↑  Agnoli 2013, p. 142, tomo I.
43. ↑  Agnoli 1998, p. 153.
44. ↑  Agnoli 1998, pp. 161-162.
45. 1 2 3   Tratto da conserv-azione.org, su conserv-azione.org. URL consultato il 14 gennaio 2008 (archiviato dall'url originale il 22 aprile 2008).
46. ↑  Agnoli 2013, p. 141, tomo I.
47. ↑  Agnoli 1998, pp. 161-163.
48. ↑  Agnoli 1998, p. 162.
49. ↑  Agnoli 1998, pp. 164-165.
50. ↑  Agnoli 1998, pp. 162-164.
51. ↑  Solinas 1981, p. 387.
52. ↑  Agnoli 1998, pp. 165-166.
53. ↑  Agnoli 1998, p. 166.
54. ↑  Agnoli 1998, pp. 166-167.
55. 1 2  Agnoli 1998, p. 172.
56. ↑  Solinas 1981, p. 388.
57. ↑  Agnoli 2013, p. 161, tomo I.
58. ↑  Agnoli 1998, p. 175.
59. ↑  Agnoli 2013, pp. 163-165, tomo I.
60. ↑  Agnoli 1998, p. 179.
61. ↑  Solinas 1981, p. 389.
62. ↑  Agnoli 1998, p. 185.
63. ↑   Antonio Maffei, Memorie concernenti l'insurrezione di Verona provocata dai Francesi l'anno 1797,  manoscritto n. 3038 della Biblioteca Civica di Verona, vol. III.
64. ↑  Agnoli 1998, pp. 188-189.
65. ↑   Memorie di V. Alberti,  manoscritto della Biblioteca Civica di Verona.
66. ↑   Antonio Maffei, Memorie della rivoluzione di Verona nel 1797,  manoscritto n. 2089 della Biblioteca Civica di Verona, p. 146.
67. ↑  Solinas 1981, p. 386.
68. ↑  Agnoli 1998, p. 195.
69. ↑  Agnoli 1998, pp. 195-197.
70. ↑  Agnoli 1998, pp. 201-202.
71. 1 2  Agnoli 1998, p. 204.
72. ↑  Agnoli 1998, p. 211.
73. ↑  Bevilacqua 1897, p. 356.
74. ↑  Lista completa in Agnoli 2013, pp. 252-256, tomo II.
75. ↑   Marco Ciatti e Paola Marini (a cura di), Andrea Mantegna. La Pala di San Zeno: studio e conservazione, Firenze, Edifir, 2009,  pp. 25-26, ISBN 978-88-7970-454-0.
76. ↑  Agnoli 1998, pp. 231-232.
77. ↑  Bevilacqua 1897, p. 358.
78. ↑  Agnoli 1998, p. 214.
79. ↑  Agnoli 1998, p. 216.
80. ↑  Solinas 1981, p. 390.
81. ↑  Agnoli 2002.
82. ↑   Antonio Maffei, 1797, Istoria di Verona al tempo della Rivoluzione,  manoscritto n. 2584 della Biblioteca Civica di Verona, c. 275.
83. ↑   Antonio Maffei, 1797, Istoria di Verona al tempo della Rivoluzione,  manoscritto n. 2584 della Biblioteca Civica di Verona, c. 277.
84. ↑  Agnoli 1998, p. 224.
85. ↑  Agnoli 1998, p. 225.
86. ↑  Agnoli 1998, pp. 230-231.
87. ↑  Agnoli 1998, p. 232.
88. ↑  Agnoli 1998, pp. 20-236.
89. 1 2  Frigo 1980, p. 9.
90. ↑   Gian Paolo Romagnani, La polemica sulle Pasque veronesi fra politica e storia (PDF), in Venetica, n. 19, Sommacampagna, Cierre, 2009 (archiviato dall'url originale il 27 febbraio 2019).